# 尼羅盤唇鱨
尼羅盤唇鱨，為輻鰭魚綱鯰形目倒立鯰科的其中一種，分布於非洲尼羅河及尼日河流域，體長可達4.5公分。

## 扩展阅读
維基物種上的相關：尼羅盤唇鱨